# Pompelbusch

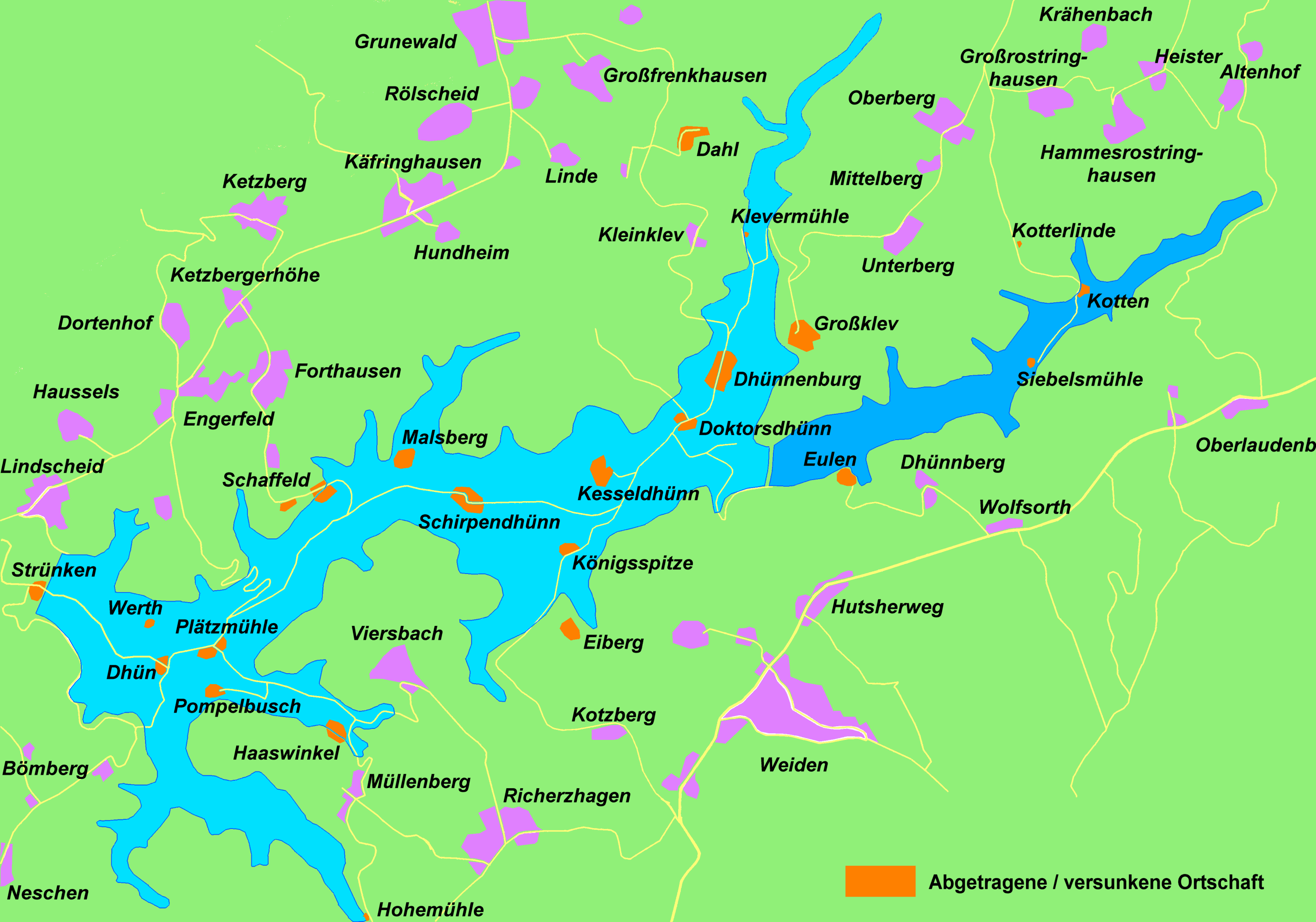
Karte der Großen Dhünntalsperre mit Lage von Eulen

Pompelbusch war ein Wohnplatz von Kürten, der in der zwischen 1975 und 1985 erbauten und 1988 eröffneten Großen Dhünntalsperre versunken ist.

## Geschichte
Während das ab dem 11. Jahrhundert nachweisbare Appellativ Busch (= „Strauch“, „Niederwald“, „Gestrüppwald“) klar ist, ist die Bedeutung des Bestimmungswortes Pompel ungeklärt.
Aus der Charte des Herzogthums Berg 1789 von Carl Friedrich von Wiebeking geht hervor, dass Pompelbusch zu dieser Zeit Teil der Honschaft Bechen im Kirchspiel Kürten im Landgericht Kürten war.
Unter der französischen Verwaltung zwischen 1806 und 1813 wurde das Amt Steinbach aufgelöst und Pompelbusch wurde politisch der Mairie Kürten im Kanton Wipperfürth  im Arrondissement Elberfeld zugeordnet. 1816 wandelten die Preußen die Mairie zur Bürgermeisterei Kürten im Kreis Wipperfürth.
Pompelbusch gehörte zu dieser Zeit zur Gemeinde Bechen.
Der Ort ist auf der Topographischen Aufnahme der Rheinlande von 1824 als Pumpelsbüsch und auf der Preußischen Uraufnahme von 1840 als Pumpelsbusch verzeichnet.
Ab der Preußischen Neuaufnahme von 1892 ist er auf Messtischblättern regelmäßig als Pompelbusch verzeichnet.
Der 1845 laut der Uebersicht des Regierungs-Bezirks Cöln als Hof kategorisierte Ort besaß zwei Wohnhäuser. Zu dieser Zeit lebten zwölf Einwohner im Pompelsbusch oder auch Busch genannten Ort, alle katholischen Bekenntnisses.
Die Gemeinde- und Gutbezirksstatistik der Rheinprovinz führt Pompelbusch 1871 mit drei Wohnhäusern und 21 Einwohnern auf.
Im Gemeindelexikon für die Provinz Rheinland von 1888 werden vier Wohnhäuser mit 15 Einwohnern angegeben.
1895 hatte der Ort ein Wohnhaus und acht Einwohner.
1905 besaß der Ort ein Wohnhaus und acht Einwohner und gehörte konfessionell zum katholischen Kirchspiel Bechen.
1927 wurden die Bürgermeisterei Kürten in das Amt Kürten überführt. In der Weimarer Republik wurden 1929 die Ämter Kürten mit den Gemeinden Kürten und Bechen und Olpe mit den Gemeinden Olpe und Wipperfeld zum Amt Kürten zusammengelegt. Der Kreis Wipperfürth ging am 1. Oktober 1932 in den Rheinisch-Bergischen Kreis mit Sitz in Bergisch Gladbach auf.
1975 entstand aufgrund des Köln-Gesetzes die heutige Gemeinde Kürten, zu der neben den Ämtern Kürten, Bechen und Olpe ein Teilgebiet der Stadt Bensberg mit Dürscheid und den umliegenden Gebieten kam.